# 伊野灘站
伊野灘站（日语：／ Inonada eki */?）是位於島根縣出雲市美野町，一畑電車北松江線的車站。車站編號為14。此站是一畑電車於出雲市內最東車站。

## 歷史
- 1928年（昭和3年）4月5日 - 車站啟用。
- 2006年（平成18年）4月1日 - 一畑電氣鐵道把鐵路業務分拆成為獨立的全資子公司一畑電車，此站由一畑電車繼承。

## 車站構造
車站是一座地面車站，設有1面1線的單式月台。前往松江方向的列車會開啟左邊車門。此站是無人車站。
在2010年5月29日上映的松竹電影《49歲的電車夢》中，此站成為了主要的舞台車站之一。主角的故鄉車站設定於此站，因此於車站與車站周邊取景。站名牌設置於月台候車室上，在拍攝電影時把站名牌撤走，同時電影美術部人員製作了自立式站名牌，在取景完畢後保留了該站名牌。

## 車站周邊
- 國道431號（日语：国道431号）
- 宍道湖
- 島根高球倶樂部

## 使用狀況
根據「島根縣統計書」，以下為近年一日平均乘車人次列表。
| 年度   | 1日平均 乘車人次 | 1日平均 上下車人次 |
| ------ | ---------------- | ------------------ |
| 1999年 | 63               | 130                |
| 2000年 | 66               | 136                |
| 2001年 | 54               | 105                |
| 2002年 | 32               | 67                 |
| 2003年 | 49               | 98                 |
| 2004年 | 43               | 87                 |
| 2005年 | 37               | 79                 |
| 2006年 | 34               | 70                 |
| 2007年 | 32               | 69                 |
| 2008年 | 38               | 77                 |
| 2009年 | 35               | 75                 |
| 2010年 | 28               | 59                 |
| 2011年 | 30               | 54                 |
| 2012年 | 27               | 49                 |
| 2013年 | 28               | 47                 |
| 2014年 | 17               | 32                 |
| 2015年 | 21               | 43                 |
| 2016年 | 23               | 50                 |
| 2017年 | 26               | 46                 |
| 2018年 | 30               | 57                 |

## 相鄰車站
一畑電車
北松江線
■特急「Super Liner」、■急行「出雲大社號」、■急行
通過
■普通
一畑口（13）－伊野灘（14）－津之森（15）

## 注腳
1. ↑  島根縣統計書

## 外部連結
- 14.伊野灘 | 停車站資訊 （页面存档备份，存于）（日語） - 一畑電車